# Knud Erik Larsen
Pour les articles homonymes, voir Knud Larsen (homonymie) et Larsen.
Knud Erik Larsen, né le 27 août 1865 à Vinderød et mort le 7 décembre 1922 à Frederiksberg, est un peintre danois.

## Biographie

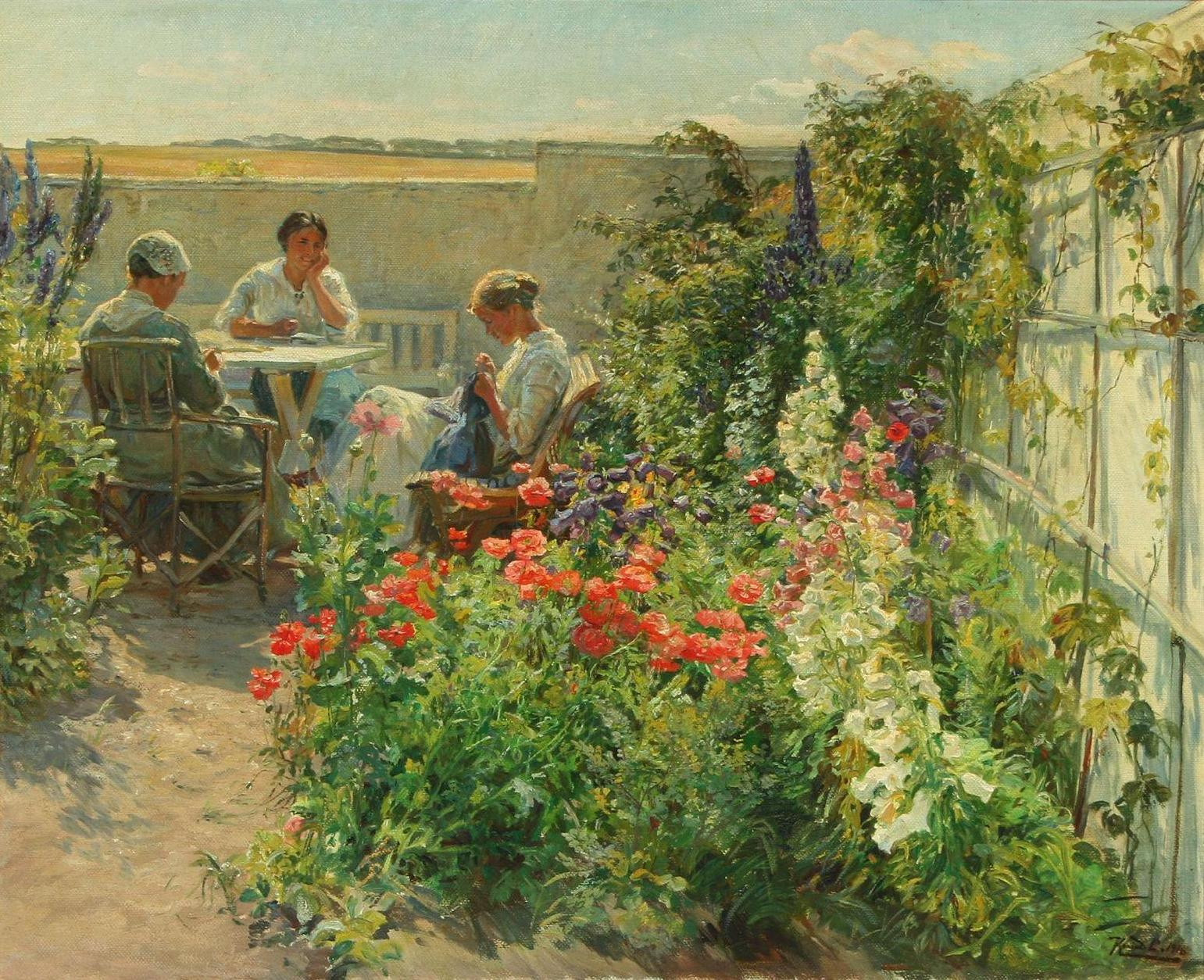
Knud Larsen: jardin fleuri extérieur avec trois femmes à une table (1916)

Knud Larsen naît le 27 août 1865 à Vinderød près de Frederiksværk au Danemark. Il est le fils de Jens Peter Larsen (1826-1897) et de Julie Sophie Olsen (1826-1897). Larsen étudie la peinture à l'Académie royale des beaux-arts du Danemark et obtient son diplôme en 1889. Il expose pour la première fois à l'exposition de printemps de Charlottenborg en 1887. Larsen expose à l'Exposition universelle colombienne de Chicago en 1893, à l'Exposition générale d'art et industriel de Stockholm en 1897 et à l'Exposition baltique de Malmö en 1914. Larsen voyage en Angleterre en 1889; à Berlin et Dresde 1891; en Italie 1898; à Paris, aux Pays-Bas et en Belgique en 1899.
Larsen peint à l'origine des paysages et des images de genre. Il adopte un style plutôt conservateur mais agréable, particulièrement réaliste dans ses paysages de la campagne du Jutland. Son utilisation de la couleur est de manière évidente influencée par Hans Smidth et Vilhelm Kyhn, en particulier dans ses œuvres de genre telles que Sommer. Børnene binder Kranse (1900) aux tons impressionnistes vifs,.
Il s'oriente ensuite de plus en plus vers le portrait, devenant l'un des portraitistes les plus populaires de son époque et travaillant souvent pour des institutions publiques et privées. Son travail englobe certaines des figures contemporaines les plus populaires, dont Vilhelm Thomsen, Harald Høffding, Axel Helsted, Hans Smidth, LA Ring et Theobald Stein.
Larsen est nommé membre de l'Assemblée générale de l'Académie royale des Beaux-Arts en 1898 et est membre du Comité d'exposition du Palais de Charlottenborg pendant les années 1905-1906, 1914-1922. Il est membre du Conseil général de l'école d'art de 1911 à 1914 et membre du Conseil de l'Académie royale des arts de 1908 jusqu'à sa mort en 1922.

### Vie privée
En 1893, il épouse Frederikke Elisabeth Dall (1870-1963). Larsen meurt en 1922 à Copenhague et est inhumé au cimetière Assistens.

## Récompenses
Larsen reçoit le prix Neuhausens en 1893, la médaille Eckersberg en 1898, la médaille Thorvaldsen en 1901 et le prix Serdin Hansens en 1901 et en 1905.